# Wolfgang Hellmund
Wolfgang Hellmund (* 28. Oktober 1916 ; † 1989) war ein deutscher Schauspieler und Synchronregisseur.

## Leben
Über das Leben des 1916 geborenen Wolfgang Hellmund sind nur lückenhafte Informationen vorhanden. Nach dem Zweiten Weltkrieg war er Ensemblemitglied am Münchner Kabarett Die Schaubude. Ein weiterer Nachweis für seine Theatertätigkeit ist die Nachricht über die 1950 erfolgte Verpflichtung an das Deutsche Theater Berlin. Vor allem für den Deutschen Fernsehfunk stand er bis Anfang der 1960er Jahre mehrfach vor der Kamera. So spielte er auch als Schauspieler achtmal die Rolle des Till Eulenspiegel in Episoden der Kindersendung Unser Sandmännchen. Für die Synchronabteilung der DEFA war er in mehreren Filmen verantwortlich für das Dialogbuch und die Dialogregie, war aber auch Synchronsprecher. Nach dem Bau der Berliner Mauer 1961 sind keine Aktivitäten in der DDR mehr nachzuweisen.
In der Bundesrepublik arbeitete er weiter für den Film und das Fernsehen, wozu auch einige Erotikfilme gehörten. Von 1976 bis 1989 wirkte er als Darsteller in 15 Episoden der Sendereihe Aktenzeichen XY … ungelöst.
Wolfgang Hellmund starb 1989 im Alter von 73 Jahren.

## Filmografie
- 1959: Weimarer Pitaval: Der Fall Wandt (Fernsehreihe)
- 1960: Fernsehpitaval: Der Fall René Levacher alias… (Fernsehreihe)
- 1971: Mache alles mit
- 1972: Schulmädchen-Report. 3. Teil: Was Eltern nicht mal ahnen
- 1972: Schulmädchen-Report. 4. Teil: Was Eltern oft verzweifeln läßt
- 1973/1974: Arpad, der Zigeuner (Dialogbuch und -regie)
- 1979: Hot Dogs auf Ibiza (Mitarbeit Drehbuch)
- 1986: Gangbuster (Dialogregie)

## Theater
- 1951: Jurij Burjakowskij: Julius Fucik – Regie: Wolfgang Langhoff (Deutsches Theater Berlin)